# Fredrik Nikolajeff
Fredrik Nikolajeff, född 1966 i Stockholm, är en svensk professor i medicinsk teknik verksam på Luleå tekniska universitet.
Nikolajeff disputerade på Chalmers 1997 med en avhandling om tillämpningar av laser- och mikrooptik. Titeln på avhandlingen var "Diffractive optical elements : fabrication, replication, and applications and optical properties of a visual field test".
Nikolajeffs forskning rör främst medicinsk teknik.